# Ołowiana
Ołowiana (niem. Bleiberge) – góra w środkowej części Gór Ołowianych, pomiędzy Różanką a Turzcem w Grzbiecie Południowym Gór Kaczawskich o wysokości 658 m n.p.m.

## Charakterystyka
Od Ołowianej odchodzą krótkie boczne grzbiety – ku północy z Czerniakiem i na południe z Brożyną. Zbudowana z zieleńców i łupków zieleńcowych oraz wkładek łupków albitowo-serycytowych i marmurów (wapieni krystalicznych) należących do metamorfiku kaczawskiego. Zieleńce tworzą liczne skałki na zboczach. Zbocza i szczyt zarośnięte lasem świerkowym.

## Galeria

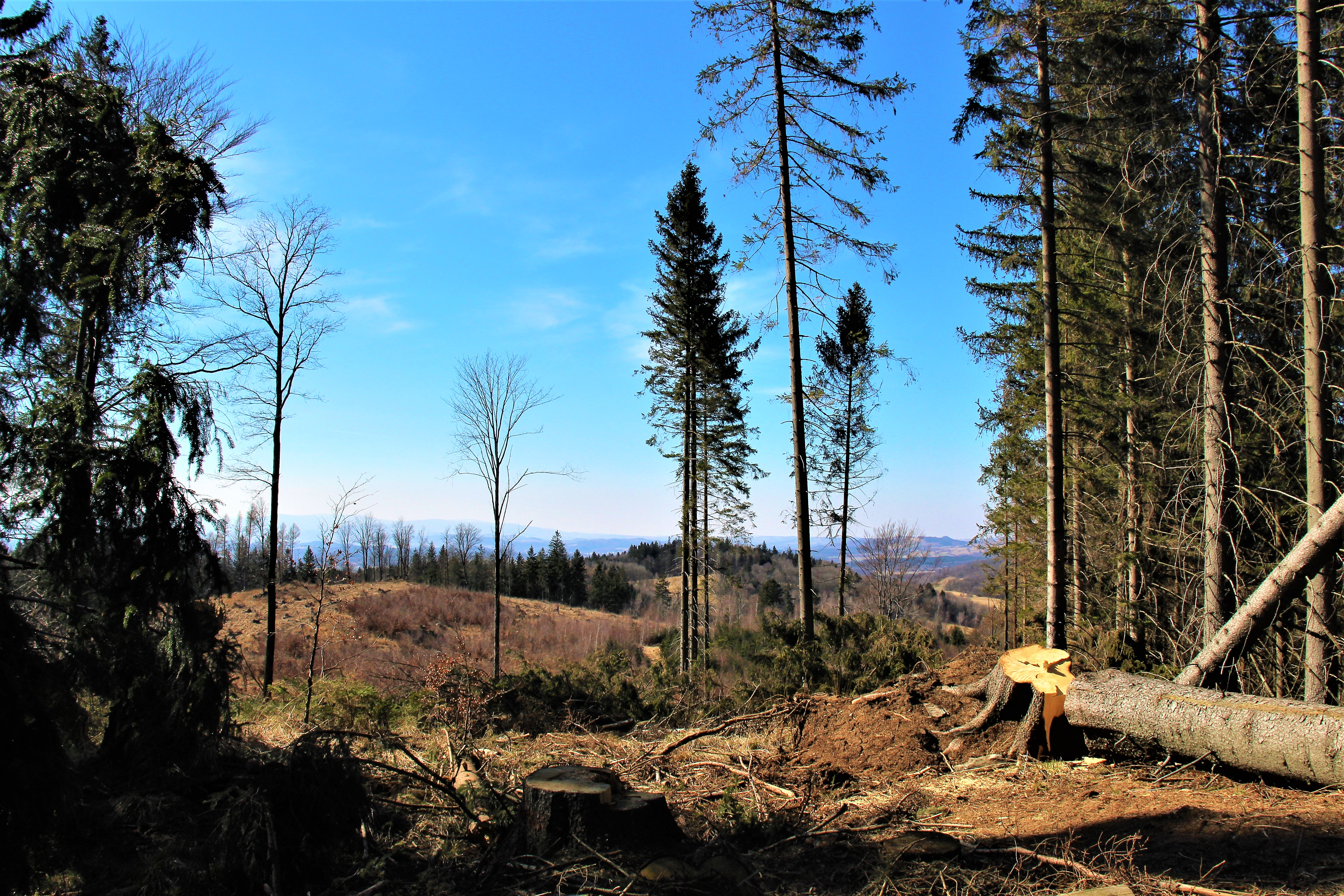
Strefa szczytowa (widok na zachód)
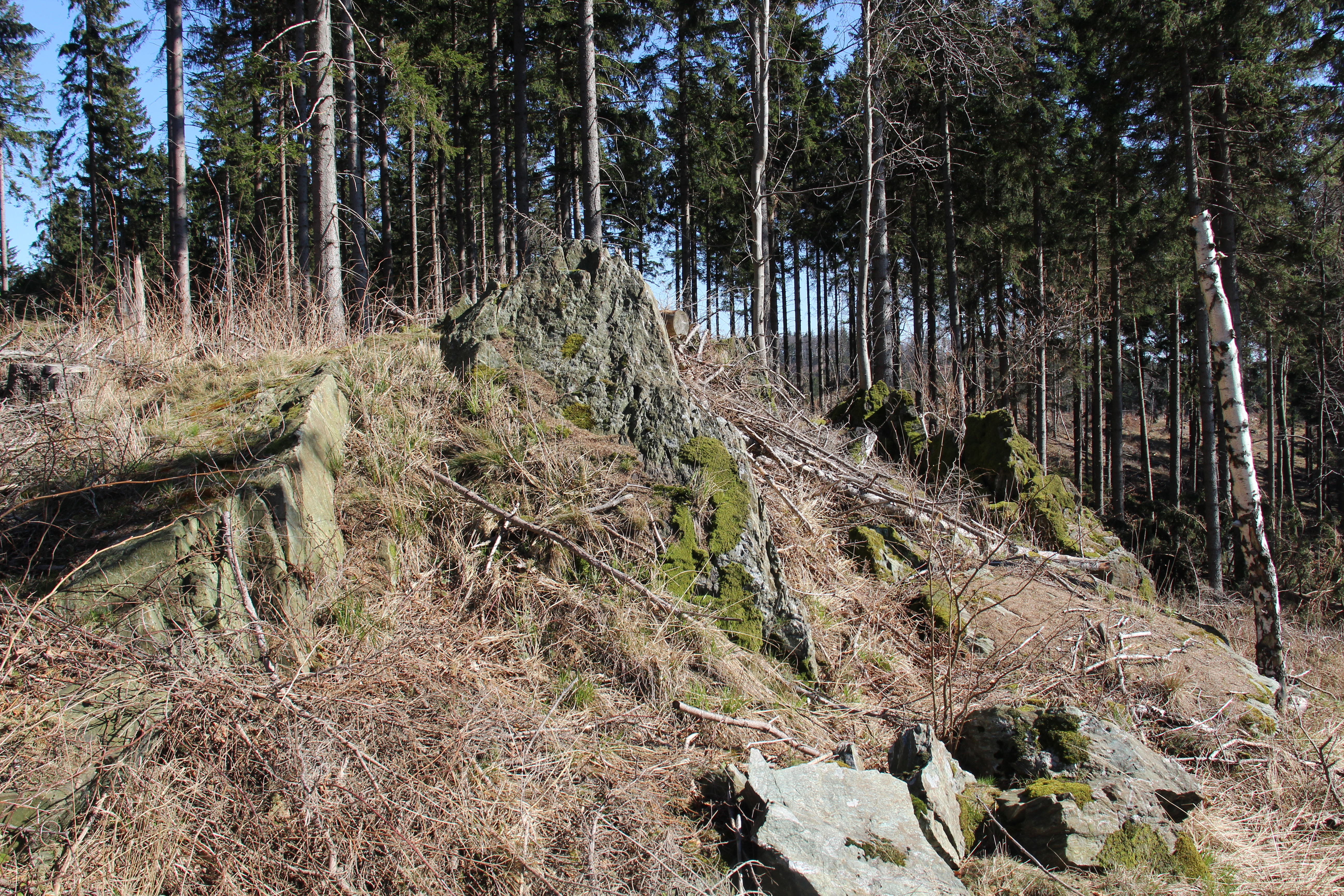
Skałki na szczycie